# Глушенков Максим Олександрович
Максим Олександрович Глушенков (рос. Макси́м Алекса́ндрович Глушенко́в; нар. 28 липня 1999, Смоленськ) — російський футболіст, півзахисник клубу «Зеніт». Виступав також за низку російських клубів, зокрема, за клуби «Спартак» (Москва), «Крила Рад» (Самара) та «Локомотив» (Москва), а також національну збірну Росії. Володар Суперкубка Росії.

## Клубна кар'єра
Максим Глушенков народився 1999 року в місті Смоленськ. Розпочав займатися футболом у юнацькій команді клубу «Дніпро» (Смоленськ), пізніше займався в юнацьких командах клубів Академія футболу імені Юрія Конопльова, «Локомотив» (Москва) і «Чертаново». Дорослу футбольну кар'єру розпочав 2016 року в основній команді клубу другої російської ліги «Чертаново», та в її складі здобув путівку до першої ліги. У складі «Чертаново» грав до 2019 року, взявши участь у 63 матчах чемпіонату.
У 2019 році Максим Глушенков став гравцем клубу Прем'єр-ліги «Спартак» (Москва), проте спочатку більше грав за фарм-клуб «Спартак-2», а у 2020 році грав у оренді в іншому клубі вищого дивізіону «Крила Рад» (Самара). У 2021 році футболіст спочатку грав у оренді в клубі «Хімки», а пізніше вдруге грав у оренді в клубі «Крила Рад». У червні 2022 року самарський клуб викупив Глушенкова у «Спартака».
У кінці 2022 року Максим Глушенков підписав контракт із московським «Локомотивом», у складі залізничників футболіст грав до кінця сезону 2023—2024 років.
У 2024 році Максим Глушенков став гравцем команди «Зеніт». У складі петербурзької команди вже в цьому ж році став володарем Суперкубка Росії.

## Виступи за збірні
У 2017 році Максим Глушенков дебютував у складі юнацької збірної Росії, загалом на юнацькому рівні взяв участь у 20 іграх, відзначившись 12 забитими голами.
Протягом 2019—2020 років футболіст залучався до складу молодіжної збірної Росії. На молодіжному рівні зіграв у 9 офіційних матчах, забив 2 голи.
2022 року Максим Глушенков дебютував в офіційних матчах у складі національної збірної Росії. У складі національної збірної станом на вересень 2024 року зіграв 1 офіційний товариський матч та 1 неофіційний матч.

## Титули і досягнення
- Володар Суперкубка Росії (1):

«Зеніт»: 2024